# Hemistoma whiteleggei
Hemistomia whiteleggei là một loài ốc nước ngọt nhỏ, động vật thân mềm chân bụng có mài sống trong môi trường nước ngọt trong họ Hydrobiidae. Đây là loài đặc hữu của Úc.